# Terry Pratchett
Sir Terence David John "Terry" Pratchett, OBE (28. travnja 1948. – 12. ožujka 2015.) bio je engleski autor fantastičnih romana, uglavnom humorističnog tipa. Najpoznatiji je po serijalu 41 romana Disksvijeta (engl. Discworld). Pratchettov prvi roman, Ljudi u tepihu, objavljen je 1971.; prvi Disksvijet roman objavio je 1983. i nakon toga u prosjeku je pisao dvije knjige godišnje. Njegov posljednji roman, Pastirova kruna, objavljen je postumno u kolovozu 2015.
Pratchettove knjige prodane su u 85 milijuna primjeraka diljem svijeta i na 37 jezika. Tijekom 1990-ih bio je najprodavaniji britanski pisac. Godine 1998. proglašen je članom Reda britanskog carstva (OBE), a 2009. proglašen je vitezom za svoj pridonos književnosti. Knjiga Čudesni Maurice i njegovi učeni glodavci osvojila je Carnegie medalju 2001. godine (prva Disksvijet knjiga namijenjena djeci). Pratchett je 2010. osvojio World Fantasy nagradu za životno djelo.
U studenom 2007. godine, Pratchettu je dijagnosticiran rani stadij Alzheimerove bolesti. Idućih godina donirao je poveći iznos fondu za istraživanje Alzheimera i sudjelovao u BBC dokumentarcu o svojim iskustvima s bolešću. Preminuo je 12. ožujka 2015. u 66. godini života.

## Ranija karijera
Terry Pratchett rodio se 1948. u Beaconsfieldu. Svoje školovanje pripisao je osnovnoj školi u Wycombeu i beaconsfieldskoj javnoj knjižnici.
Radeći kao novinar, Pratchett je obavio razgovor s Peterom Bander von Durenom, stručnjakom za britansku heraldiku, u to vrijeme suvlasnikom male izdavačke tvrtke. Tijekom susreta, Pratchett je spomenuo kako ima dovršen jedan rukopis, The Carpet People (Ljudi iz saga). Bander van Duren i njegov poslovni partner, Colin Smythe, objavili su knjigu 1971.
1980. zaposlio se kao govornik za odnose s javnošću Centralne komisije opskrbe strujom na području koje je pokrivalo nekoliko nuklearnih elektrana; kasnije se šalio kako je pokazao vrlo dobar instinkt za pravovremenu promjenu karijere toliko skoro nakon nuklearne nezgode na Otoku Tri Milje (Pennsylvania, SAD).
Pratchett je dao otkaz Centralnoj komisiji 1987. i potpuno se posvetio pisanju knjiga; od tada mu je često uspijevalo izdati i po dvije knjige godišnje. Prema godišnjaku prodavača knjiga iz 2005., Pratchettove su tvrdoukoričene knjige u 2003. iznosile 3.4% prema količini i 3.8% prema vrijednosti na tržištu fikcije, stavljajući ga na drugo mjesto iza J. K. Rowling (6% količinski i 5.6% vrijednosno), dok su mekoukoričena izdanja bila na petome mjestu s 1.2% po količini i 1.3% po vrijednosti (iza Jamesa Pattersona (1.9% i 1.7%), Alexandera McCalla Smitha, Johna Grishama te J. R. R. Tolkiena). Prosječna prodaja njegovih knjiga u UK iznosi preko 2,5 milijuna primjeraka godišnje.

## Kasniji život
Pratchett se oženio za Lyn Purves 1968., a njihova kći Rhianna Pratchett se rodila 1976. Kao svoje rekreacije naveo je "pisanje, šetanje, računala, život". Smatrao se humanistom i svjetovnjakom. Bio je prepoznatljiv po svom stilu odijevanja, odnosno po velikom crnom šeširu koji je nosio na gotovo svim slikama na koricama svojih knjiga. Amaterski se bavio astronomijom, a njemu u čast nazvan je asteroid "127005 Pratchett".
18. veljače 2009. prihvatio je titulu viteza i komentirao: "Ne možete od pisca fantastike očekivati da ne želi viteštvo. Malo nedostaje da si nabavim još i konja i mač!" Kasnije iste godine ostvario je dio te želje i izradio mač uz pomoć prijatelja.

### Alzheimerova bolest
Pratchettu je 2007. krivo dijagnosticiran blagi moždani udar. Nekoliko mjeseci kasnije, nova dijagnoza je otkrila da se radilo o ranom Alzheimeru, i to rijetkom obliku bolesti - stražnoj kortikalnoj atrofiji, pri kojoj se stražnji dijelovi mozga skupljaju i smanjuju.
Pratchett je u intervjuu svoju bolest opisao kao "vražju gnjavažu", a svoje fanove pozvao je na optimizam i uvjeravao da pred sobom sigurno ima još nekoliko knjiga. Budući da je bolest utjecala na motoričke sposobnosti, bio je prisiljen diktirati knjige svom pomoćniku Robu Wilkinsu, kao i posebnom softveru za prepoznavanje glasa.
U ožujku 2008. najavio je donaciju pola milijuna funti fondu za istraživanje Alzheimera. Također je bio šokiran otkriti kako financiranje istraživanja Alzheimera čini tek 3% iznosa za istraživanje lijekova za rak. U travnju 2008. sudjelovao je u dvodjelnom BBC dokumentarnom filmu, "Terry Pratchett: živjeti s Alzheimerom". Film je osvojio nagradu BAFTA u kategoriji za 'serijal prema stvarnim događajima'. U studenom 2008., Pratchett se susreo s tadašnjim premijerom Gordonom Brownom i zatražio veće financiranje u istraživanju demencije.
U članku objavljenom sredinom 2009. godine, Pratchett je izjavio kako bi htio umrijeti potpomognutom smrću prije nego bolest dođe do kritične točke: "Trebalo bi biti moguće, osobi koju je zatekla ozbiljna i u konačnici smrtonosna bolest, da izabere umrijeti na miru uz medicinsku pomoć, umjesto da pati."
2012. godine je izjavio: "Moram vam reći, očekivao sam da će do sada biti i gore, a i moj specijalist bi se složio." U istom intervjuu pojasnio je kako je kognitivni dio njegova mozga 'netaknut', a da su simptomi fizički.
Pratchett je preminuo u svom domu 12. ožujka 2015. od posljedica Alzheimera. Usprkos ranijim izjavama o potpomognutom samoubojstvu, smrt je bila prirodna.

### Disksvijet
Sadržavajući preko četrdeset knjiga, Disksvijet (Discworld) serijal je humoristično i često satirično fantastično djelo koje Disksvijet koristi kao alegoriju za naš svakidašnji život. Ime "Disksvijet" dolazi od činjenice da je svijet opisan kao veliki disk koji leži na leđima četiriju divovskih slonova koji opet stoje na divovskoj kornjači, velikoj A'Tuin, koja pliva kroz svemir. Glavne parodirane teme uključuju likove i ideje iz fantastične i znanstveno-fantastične umjetnosti, filmove Ingmara Bergmana, Australiju, snimanje filmova, novine, rock and roll glazbu, religiju, filozofiju, Egipat, politiku veleučilišta te monarhiju.

#### Povezana djela
Zajedno s Ianom Stewartom i Jackom Cohenom, Pratchett je napisao Znanost Disksvijeta (1999.), Znanost Disksvijeta II: Kugla (2002.) te Znanost Disksvijeta III: Darwinov sat (2005.). Spomenute knjige imaju poglavlja koja se izmjenjuju iz fikcije (smještene na Disksvijetu) u (relativno) ozbiljnu znanstvenu raspravu.
Pratchett je surađivao s folkloristicom Dr. Jacqueline Simpson u pisanju knjige Folklor Disksvijeta (2008.), koja je usporedila osobe, mjesta i događaje opisane u Disksvijet knjigama i njihove izvore u mitovima, legendama i bajkama stvarnog svijeta.

### Bromelijada
- 1988. Kamiondžije
- 1990. Kopači
- 1990. Krila

### Johnny Maxwell trilogija
- 1992. Samo ti možeš spasiti čovječanstvo
- 1993. Johnny i mrtvaci
- 1996. Johnny i bomba

### Ostala djela
- 1971. Ljudi iz tepiha
- 1976. Tamna strana sunca
- 1981. Sloj
- 1989. Čistokrvna mačka (s Grayem Jolliffeom)
- 1990. Dobri predznaci (s Neilom Gaimanom)

## Adaptacije

### Stripovi
- Romani Boja magije, Čudesno svjetlo, Mort, i Straža! Straža! su adaptirani kao stripovi.

### Kazalište
Nekoliko je Pratchettovih romana njegov veliki fan i čest suradnik Stephen Briggs preradio u kazališne drame, mnoge od kojih su i objavljene.  One uključuju:
- Sestre suđenice: Drama (1996)
- Mort: Drama (1996)
- Johnny i mrtvaci (1996)
- Čudesni Maurice i njegovi učeni glodavci
- Straža! Straža!: Drama (1997)
- Ljudi s oružjem: Drama (1997)
- Maskerada (1998)
- Carpe Jugulum
- Istina (2000)
- Zanimljiva vremena (2002)
- Noćna Straža (2002)
- Čudovišna postrojba (2004)
- Jingo
- Ludi poštar

### Televizija
- Johnny i mrtvaci pretvorena je u TV serijal 1995.; glumili su Andrew Falvery, Brian Blessed i George Baker.

- U siječnju 2006. BBC je prikazao trodjelnu adaptaciju Johnny i bomba; glumili su George MacKay, Zoë Wanamaker i Keith Barron.

- Dvodjelna filmska verzija Hogfathera (Disksvijet verzija Djeda Mraza) snimljena je za Sky One 2006. U glavnim ulogama bili su David Jason te glas Iana Richardsona. Pratchett ima kratku ulogu kao izrađivač igračaka.
- Dvodjelna adaptacija Boje magije snimljena je 2008., te Ludi poštar 2010. (također za Sky One).

- Bromelijada je adaptirana kao stop-animiran serijal za Thames Television.

- Sestre suđenice i Glazba za dušu također su adaptirane kao animirani serijali za Channel 4.

### Igre igranja uloga (RPG)
- Discworld MUD, besplatna je, iznimno opsežna, online igra osnovana na serijalu.

- GURPS Discworld (Steve Jackson Games, 1998) i GURPS Discworld Also (Steve Jackson Games, 2001) su RPG izvorne knjige koje su napisali Terry Pratchett i Phil Masters te opisuju unutrašnja pravila Disksvijeta i naracije.

### PC i konzolaške igre
Disksvijet je također adaptiran u brojnim videoigrama raznih formata, od Sege Saturn do MS DOS-a. Najznačajnije uključuju:
- The Colour of Magic, prva igra bazirana na serijalu, također i jedina vjerno prenesena iz istoimenog romana. Izdana je 1986. za Sinclair ZX Spectrum.

- Discworld, animirana je point-and-click avantura iz 1995. (Teeny Weeny Games, Perfect 10 Productions)

- Discworld II: Missing, Presumed...!?, nastavak je na Discworld, 1996. (Perfect Entertainment)

- Discworld Noir, prva je "3D" avantura (s prerenderiranim pozadinama i likovima, dok je jedino glavni lik većinu vremena renderiran u stvarnom vremenu) bazirana na Disksvijet serijalu, te je također primjer parodije na film noir. (Perfect Entertainment, GT Interactive) objavljena za IBM PC, PC, te PlayStation, 1999., no jedino u Europi.

## Osobine
Terry Pratchett ne krije vanjske utjecaje u svome radu; oni su glavni izvor humora. Često ubacuje likove iz popularne kulture, ali ih začinjuje neočekivanim aspektom. Te su reference poprilično doslijedne te na Internetu postoje fan-stranice koje ih izlistavaju i često objašnjavaju. Jedna od najpoznatijih je Annotated Pratchett File,   Arhivirana inačica izvorne stranice od 25. rujna 2020. (Wayback Machine).
Pokraj svog prepoznatljivog spisateljskog stila, Pratchett je poznat po upotrebi fusnota u svojim knjigama, fusnota koje često uključuju komično udaljavanje od naracije ili komentar na naraciju; takve su fusnote češće u njegovim ranijim djelima.
Još jedna osobina Pratchettovog stila pisanja jest ta da većina njegovih knjiga nije podijeljena u poglavlja. Pratchett je sam izjavio da ovo čini jer se život ne odvija u poglavljima, kao ni većina filmova, te da ni Homer nije pisao u poglavljima. Tvrdi da su poglavlja nepotrebna u knjigama napisanima za odrasle. Ipak, postoji i nekoliko iznimki; knjiga Going Postal ipak je podijeljena u poglavlja.
Pratchett je jedan od prvih autora koji je Internet koristio za komunikaciju s fanovima te je često ostavljao komentare na Usenet newsgrupi alt.fan.pratchett od 1992.
Korice svih Disksvijet romana izdanih u Velikoj Britaniji oslikavao je Josh Kirby do svoje smrti u 2001. Zamijenio ga je Paul Kidby.

## Prijevodi
Pratchettov humoristični stil često uključuje igre riječima i viceve koji se jedva ili uopće ne mogu prevesti na ostale jezike. Zato on ostaje najpopularniji na engleskom govornom području, a fanovi srčano preporučaju svima koji znaju engleski da čitaju Pratchetta u originalnom obliku.
U Hrvatskoj je ponajviše Pratchettovih knjiga dosad prevedeno u izdanju Marjan knjige (Disksvijet serijal, iliti Svijet Diska), a Dobri predznaci mogu se naći u zbirci SF&F priča Monolith #3 te kao zasebno izdanje, oboje u izdanju Zagrebačke naklade.

## Vanjske poveznice
- Terry Pratchett Books službena stranica Terryja Pratchetta
- The L-Space Web  Arhivirana inačica izvorne stranice od 6. veljače 2010. (Wayback Machine) - Discworld portal
- Discworld Wiki - wiki posvećen Discworldu
- Terry Pratchett Message Board